# 德肖恩·史蒂文森
德肖恩·史蒂文森（英語：DeShawn Stevenson，1981年4月3日—）是美國前職業籃球運動員。他最初承諾進入堪薩斯大學，但決定從高中直接進入NBA，最後於2000年NBA选秀中第一輪第23順位被猶他爵士隊選中。他是達拉斯小牛隊於2011年奪得NBA總冠軍的成員。

## 外部連結
- 德肖恩·史蒂文森在NBA（英语）
- 德肖恩·史蒂文森在Basketball-Reference.com（NBA）（英语）
- 德肖恩·史蒂文森在Eurobasket.com（球員）（英语）
- 德肖恩·史蒂文森在RealGM（英语）
- 德肖恩·史蒂文森在Proballers（英语）